# Клабучишта (Албанија)
Клабучишта (алб. Kllobçisht) је насељено место у општини Дибер у округу Дибер, Албанија. Према попису из 2001. године било је 1.063 становника.
Према бугарском географу и историчару, Василу Канчову, у Клабучишту је 1900. године живело 90 Словена хришћана и 420 Словена муслимана. Српски историчар и етнограф Јован Хаџи-Васиљевић, 1924. године наводи да су Клабучишта словенско село са око 600 житеља, од чега су хришћани 20 % а остали су муслимани.